# رالي بولندا 1973
رالي بولندا 1973 هو سباق رالي أقيم في الفترة من 12 يوليو 1973 إلى 15 يوليو 1973 في كراكوف. كان الجولة السابعة ضمن بطولة العالم للراليات موسم 1973. تكون الرالي من 55 مرحلة. فاز أكيم وارمبولد ببطولة السائقين.